# Cycas pectinata
Cycas pectinata Buch.-Ham., 1826 è una pianta appartenente alla famiglia delle Cycadaceae, diffusa nel sud-est asiatico.

## Descrizione
È una cicade con fusto arborescente, alto sino a 1-12 m e con diametro di 14-20 cm.
Le foglie, pennate, lunghe 150-240 cm, sono disposte a corona all'apice del fusto e sono rette da un picciolo lungo 30-80 cm; ogni foglia è composta da 180-312 paia di foglioline lanceolate, con margine leggermente ricurvo, lunghe mediamente 20-31,5 cm, di colore verde scuro o grigio-verde, inserite sul rachide con un angolo di 45-60°.
È una specie dioica con esemplari maschili che presentano microsporofilli disposti a formare strobili terminali di forma ovoidali, lunghi 30-55 cm e larghi 16-22 cm ed esemplari femminili con macrosporofilli che si trovano in gran numero nella parte sommitale del fusto, con l'aspetto di foglie pennate che racchiudono gli ovuli, in numero di 2-4.

L'epiteto specifico pectinata fa riferimento ai lunghi dentelli, simili a pettini, dei macrosporofilli.  
I semi sono grossolanamente ovoidali, lunghi 42-45 mm, ricoperti da un tegumento di colore giallo.

## Distribuzione e habitat
È diffusa nelle foreste pianeggianti dell'India nord-orientale, nel Nepal e nel Bhutan; il suo areale si estende, inoltre, alla Birmania, alla provincia cinese dello Yunnan e al nord della Thailandia, del Laos e del Vietnam.

Prospera nelle foreste alte e chiuse o medie, sui fertili terreni profondi, spesso ricchi di argilla; è stata osservata su differenti substrati, prevalentemente calcarei.

## Conservazione
La IUCN Red List classifica C. pectinata come specie vulnerabile.

La specie è inserita nella Appendice II della Convention on International Trade of Endangered Species (CITES).